# Nemopistha usambica
Nemopistha usambica är en insektsart som först beskrevs av Hermann Julius Kolbe 1901.  Nemopistha usambica ingår i släktet Nemopistha och familjen Nemopteridae. Inga underarter finns listade i Catalogue of Life.